# سرجیو گالوان ری
سرجیو گالوان ری (انگلیسی: Sergio Galván Rey؛ زادهٔ ۹ ژوئن ۱۹۷۳) بازیکن فوتبال اهل آرژانتین است.
از باشگاه‌هایی که در آن بازی کرده‌است می‌توان به باشگاه فوتبال سانتا فه، باشگاه فوتبال بوکا جونیورز، اتلتیکو ناسیونال، و باشگاه فوتبال نیویورک رد بولز اشاره کرد.